# Menhire von Longrais

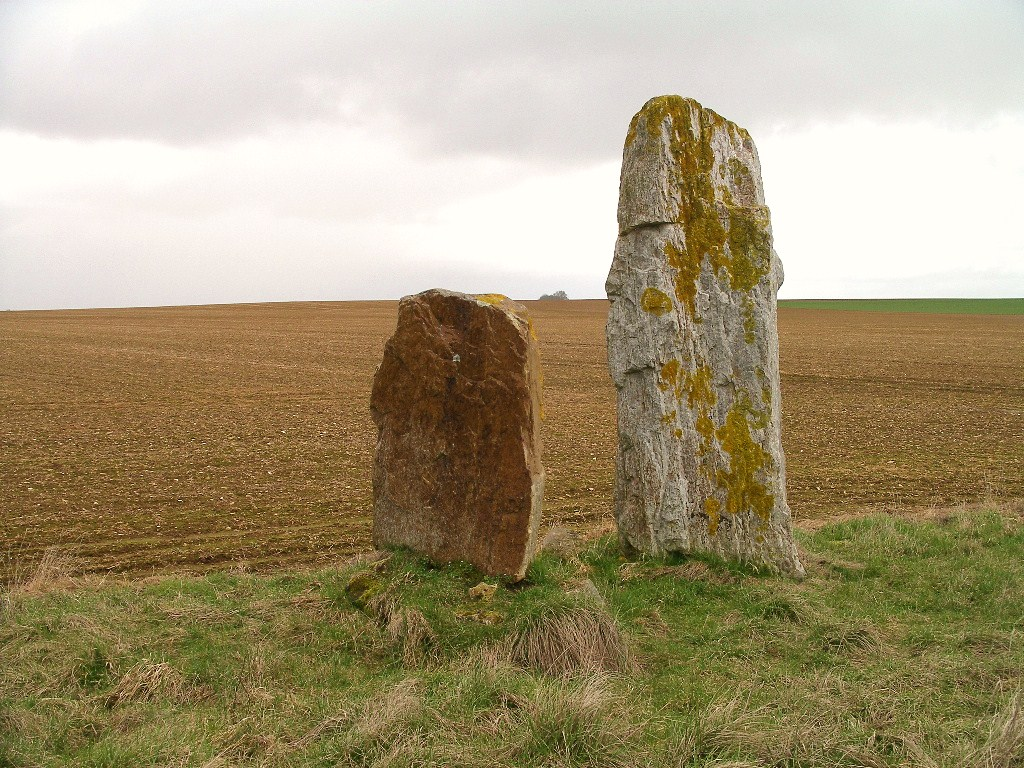
Menhire von Longrais

Die Menhire von Longrais (auch Menhirs des Langrais oder Menhirs la Brêche au Diable genannt) stehen auf dem Plateau östlich des Mont-Joly (mit der „Brèche au Diable“ – deutsch „Teufelsbresche“) südöstlich von Soumont-Saint-Quentin bei Falaise im Département Calvados in der Normandie in Frankreich.
Im Jahre 1957, als drei Menhire nahe der Straße D 261a, die Ouilly-le-Tesson mit Tassilly verbindet, entdeckt wurden, waren sie fast vollständig begraben. 1962 wurden zwei von ihnen aufgehoben, der dritte kleinere, dessen Echtheit unbewiesen war, blieb liegen. Trotz ihrer 1978 erfolgten Klassifizierung als Monument historique hat sie ein Bauer mehr als 400 m von ihrem ursprünglichen Standort entfernt. Die beiden Megalithen befinden sich jetzt am östlichen Ende des Felsvorsprungs des Mount Joly. Sie sind aus Sandstein mit vertikalen Spalten. Der größere ist weiß und etwa 2,6 m hoch. Der zweite ist rosa und misst etwa 1,6 m.
Der Archäologe Bernard Edeine (1908–1999) fand auf dem Plateau die Spuren der ältesten Bauernkultur der Basse-Normandie. Vor einem der Menhire wurde eine 1,65 Meter tiefe Grube gefunden, die Fragmente von Holzkohle und Scherben enthielt. 
Am Mont Joly liegen der Abri Sous Roche und mehrere Steine mit Wetzrillen (Polissoirs von Poussendre). Eine große Menge von Feuersteinabschlägen, die die Ebene bedecken, zeugt von der frühen menschlichen Präsenz. Etwa 8,0 Kilometer nördlich liegen die Feuersteinbergwerke von Bretteville-le-Rabet.